# Николаев, Иван Николаевич (врач)
Иван Николаевич Николаев (16.1.1907, д. Подлесное Цивильского уезда (ныне Янтиковский район Чувашии) – 31.3.1993, Чебоксары,  Чувашская Республика) — акушер-гинеколог, организатор здравоохранения, заслуженный врач РСФСР. Занесён в Почётную Книгу Трудовой Славы и Героизма Чувашской АССР (1967). Участник Великой Отечественной войны.
Сын — Николаев, Владимир Иванович, заслуженный профессор МГУ.

## Биография
Родился 16 января 1907 года в деревне Подлесное Цивильского уезда (ныне Янтиковский район Чувашии).
В 1929 году окончил Канашский педагогический техникум. В 1933 году уехал в столицу и поступил в 1-й Московский медицинский институт. 
В 1933–1934 годах служил в Красной Армии. После увольнения в запас, в 1934–36 годах заведовал отделом медицинского образования Народного комиссариата здравоохранения Чувашской АССР. 1936-39 годах Иван Николаевич трудится ординатором, заведующим гинекологическим отделением.
В 1939–1941 годах Иван Николаевич трудится директором Чувашского института охраны материнства и младенчества.
В 1941–1945 годах призван в ряды РККА, участвовал в войне.
1946-1948 годах заведует методическим центром охраны материнства и младенчества Министерства здравоохранения Чувашской АССР.
В 1949–1986 годах — заведующий гинекологическим отделением Республиканской клинической больницы №1 ЧАССР. Одновременно с основной работой в клинике, в 1956–1974 годах — главный акушер-гинеколог ЧАССР.
Умер Иван Николаевич 31 марта 1993 года в Чебоксарах.

### Научная деятельность
Автор 38 научных работ.

## Награды
- орден Ленина,
- орден Трудового Красного Знамени,
- орден Отечественной войны 1-й степени (дважды),
- орден Красной Звезды,
- медали
- Занесён в Почётную Книгу Трудовой Славы и Героизма Чувашской АССР (1967)